# Plectrocnemia minima
Plectrocnemia minima là một loài Trichoptera trong họ Polycentropodidae. Chúng phân bố ở miền Cổ bắc.